# Conquista de Canaán
La conquista de Canaán fue un conflicto bélico de origen Bíblico del libro de Josué, en donde los Hebreos avanzaron en territorio cananeo y lo tomaron, por orden de Yahvé. Actualmente los eruditos consideran que el Libro de Josué, aunque pueda estar basado en hechos reales, es históricamente problemático y debe ser utilizado con cautela para la reconstrucción de la historia del Israel primitivo. Su origen se encuentra en un tiempo muy lejano a los tiempos que describe, y su intención es principalmente teológica al detallar cómo Israel y sus líderes son juzgados por su obediencia a las enseñanzas y leyes (el pacto) establecidas en el Libro de Deuteronomio.

## Narrativa Bíblica
La conquista comienza cuando los hebreos pierden a su líder Moisés, en donde Josué es designado por Yahvé como sucesor de Moisés y líder, con el compromiso de introducir al pueblo de Israel en la Tierra Prometida (Josué). Josué se había destacado ya en el libro del Éxodo por su valor en la batalla contra los Amalecitas (Éxodo), y en el libro de Números es uno de los hombres enviados por Moisés a explorar la tierra de Canaán (Números).

## El cruce del Jordán

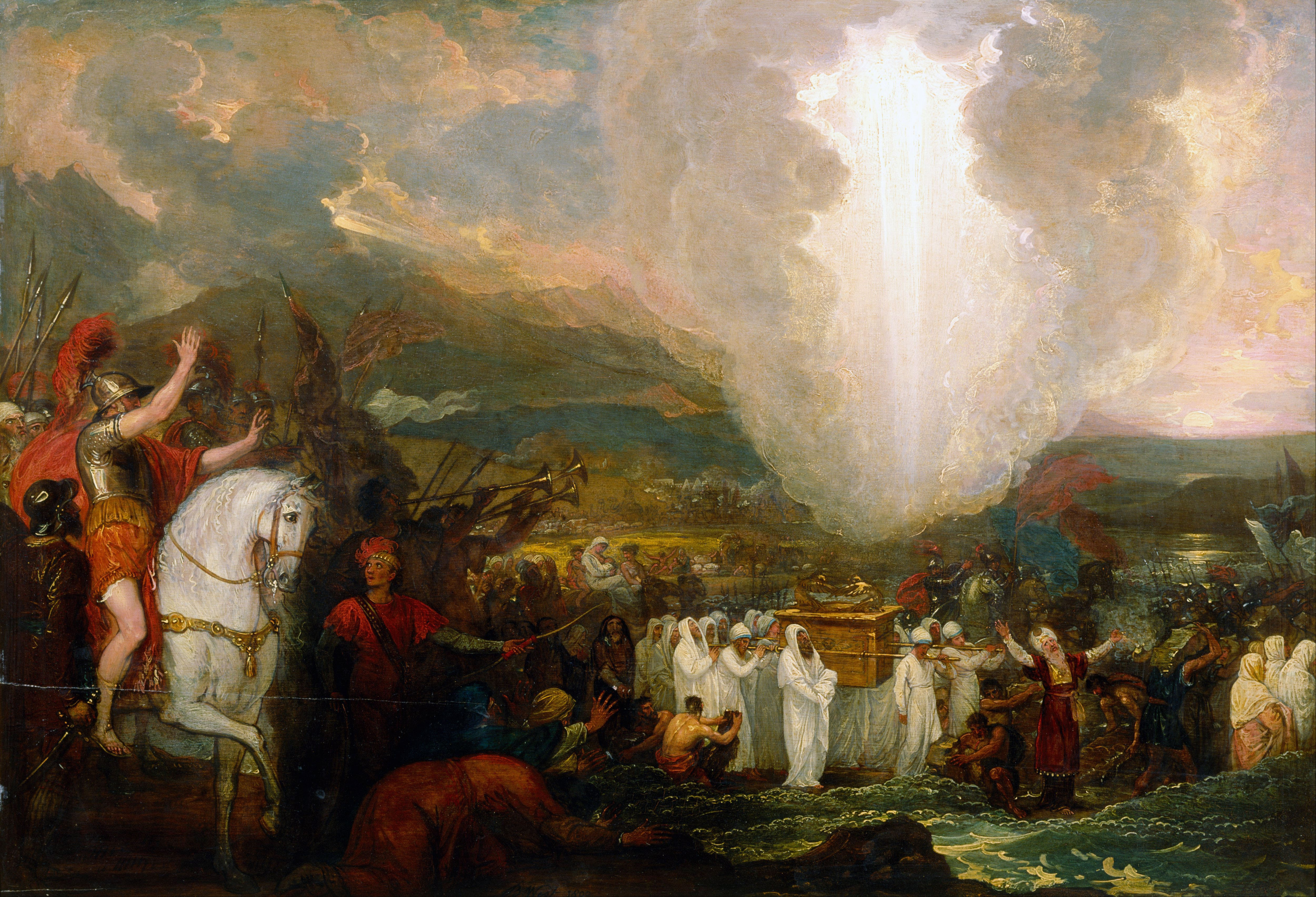
El cruce del Jordán.

Los espías son enviados donde una mujer de nombre Raab, los ayuda dando información valiosa para la conquista de Jericó, pone en marcha la entrada a Canaán por parte de los israelitas. El rey de Jericó, habiendo oído hablar de posibles espías israelitas, exige que Raab revele a los hombres. Ella le dice que desconoce su paradero, cuando en realidad los escondió en su techo bajo lino. A la mañana siguiente, Raab profesa su fe en Dios a los hombres y reconoce su creencia de que Canaán estaba divinamente reservada para los israelitas desde el principio. Debido a las acciones de Raab, los israelitas pueden entrar en Canaán.
Los Hebreos llegan a las orillas del Jordán en donde los hebreos piensan en la forma de atravesarlo, al final se pudo cruzar gracias a la intervención de Yahvé. Una vez en territorio cananeo levantan su campamento con el Arca de la Alianza y son circuncidados en Gabaat-Haaralot (traducido como colina de prepucios), renombrado Guilgal en la memoria. "Gilgal" suena como "Gallothi", "he quitado", pero es más probable que se traduzca como "círculo de piedras en pie".

## Conquista de Jericó y Hai

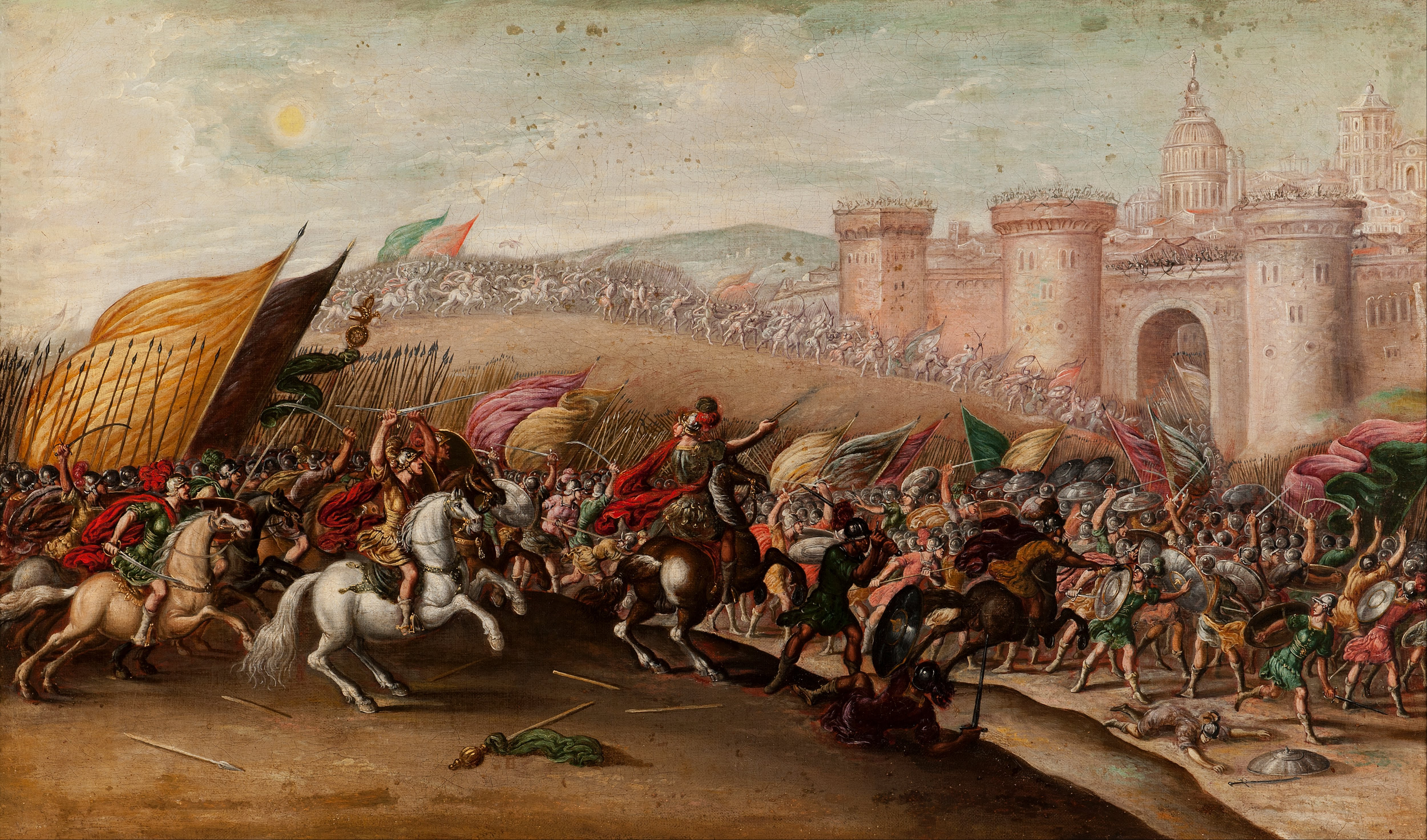
Conquista de Hai.

La conquista comienza con la batalla de Jericó, que gracias a la ayuda de Raab la acaban capturandola, seguida por Ai (Canaán central); sin embargo la conquista se demora ya que el pecado de un hebreo de nombre Acán los obliga a luchar por la ciudad en dos ocasiones y finalmente acaba cayendo.
Después de lo cual Josué construye un altar a Yahvé en el Monte Ebal en el norte de Canaán y renueva el Pacto en una ceremonia con elementos de una ceremonia divina de concesión de tierras, similar a las ceremonias conocidas de Mesopotamia.

## Alianza con los gabaonitas y batalla contra los cinco monarcas
La narración luego cambia hacia el sur. Los Gabaonitas engañan a los israelitas para que entren en una alianza con ellos diciendo que no son cananeos. A pesar de esto, los israelitas deciden mantener la alianza esclavizando en su lugar. Una alianza de amorreos reinos encabezados por el rey cananeo de Jerusalén Adonisedec, ataca a los gabaonitas, estos piden ayuda a los hebreos los cuales con la ayuda milagrosa de Yahvé de detener el Sol y la Luna, y arrojando grandes piedras de granizo (Josué 10:10–14), los derrotan. Los reyes enemigos finalmente fueron colgados en los árboles. El autor Deuteronomista puede haber usado la entonces reciente campaña de 701 a. C. del Rey asirio Senaquerib en el Reino de Judá como su modelo; el ahorcamiento de los reyes capturados está de acuerdo con la práctica de Asiria del siglo VIII a. C.

## Campaña al norte
Con el sur conquistado, la narración se traslada a la campaña del norte. Una poderosa coalición multinacional (o más exactamente, multiétnica) encabezada por el rey de Jasor, la ciudad más importante del norte, es derrotada en la Batalla de las Aguas de Merom con la ayuda de Yahvé. Luego, Jasor es capturado y destruido. El capítulo 11:16–23 resume el alcance de la conquista: Josué ha tomado toda la tierra, casi en su totalidad a través de victorias militares, y solo los gabaonitas acordaron términos pacíficos con Israel. Entonces la tierra "descansó de la guerra" (Josué 11:23, repetido en 14:15). El capítulo 12 enumera los reyes vencidos a ambos lados del río Jordán: los dos reyes que gobernaron al este del Jordán que fueron derrotados bajo el liderazgo de Moisés (Josué 12:1–6; cf. Números 21), y el 31 reyes al oeste del Jordán que fueron derrotados bajo el liderazgo de Josué (Josué 12:7–24). La lista de los 31 reyes es casi tabular:

El rey de Jericó, uno; el rey de Hai (que está junto a Betel), uno;

el rey de Jerusalén, uno; el rey de Hebrón, uno;
el rey de Jarmut, uno; el rey de Laquis, uno;
el rey de Eglón, uno; el rey de Gezer, uno;
el rey de Debir, uno; el rey de Geder, uno;
el rey de Horma, uno; el rey de Arad, uno;
el rey de Libna, uno; el rey de Adulam, uno;
el rey de Maqueda, uno; el rey de Betel, uno;
el rey de Tapúaj, uno; el rey de Hefer, uno;
el rey de Afec, uno; el rey de Sarón, uno;
el rey de Madón, uno; el rey de Hazor, uno;
el rey de Simron-merón, uno; el rey de Acsaf, uno;
el rey de Taanac, uno; el rey de Meguido, uno;
el rey de Quedes, uno; el rey de Jocneam del Carmelo, uno;
el rey de Dor en Nafot-dor, uno; el rey de Goím en Gilgal, uno;

el rey de Tirsa, uno. Treinta y un reyes en total.“